# Lophodermium paeoniae
Lophodermium paeoniae är en svampart som beskrevs av Rehm 1897. Lophodermium paeoniae ingår i släktet Lophodermium och familjen Rhytismataceae.  Arten är reproducerande i Sverige. Inga underarter finns listade i Catalogue of Life.